# Чеченцы в Казахстане
Чеченцы в Казахстане — чеченская диаспора, появившаяся в Казахстане в результате депортации чеченцев и ингушей в 1944 году. По переписи населения Казахстана 2021 года чеченцев в стране было 33 557  человек.

## История
Согласно переписи 1926 года, в Казахстане проживало три чеченца: два в Семипалатинской губернии и один в Сырдарьинской.

### Депортация

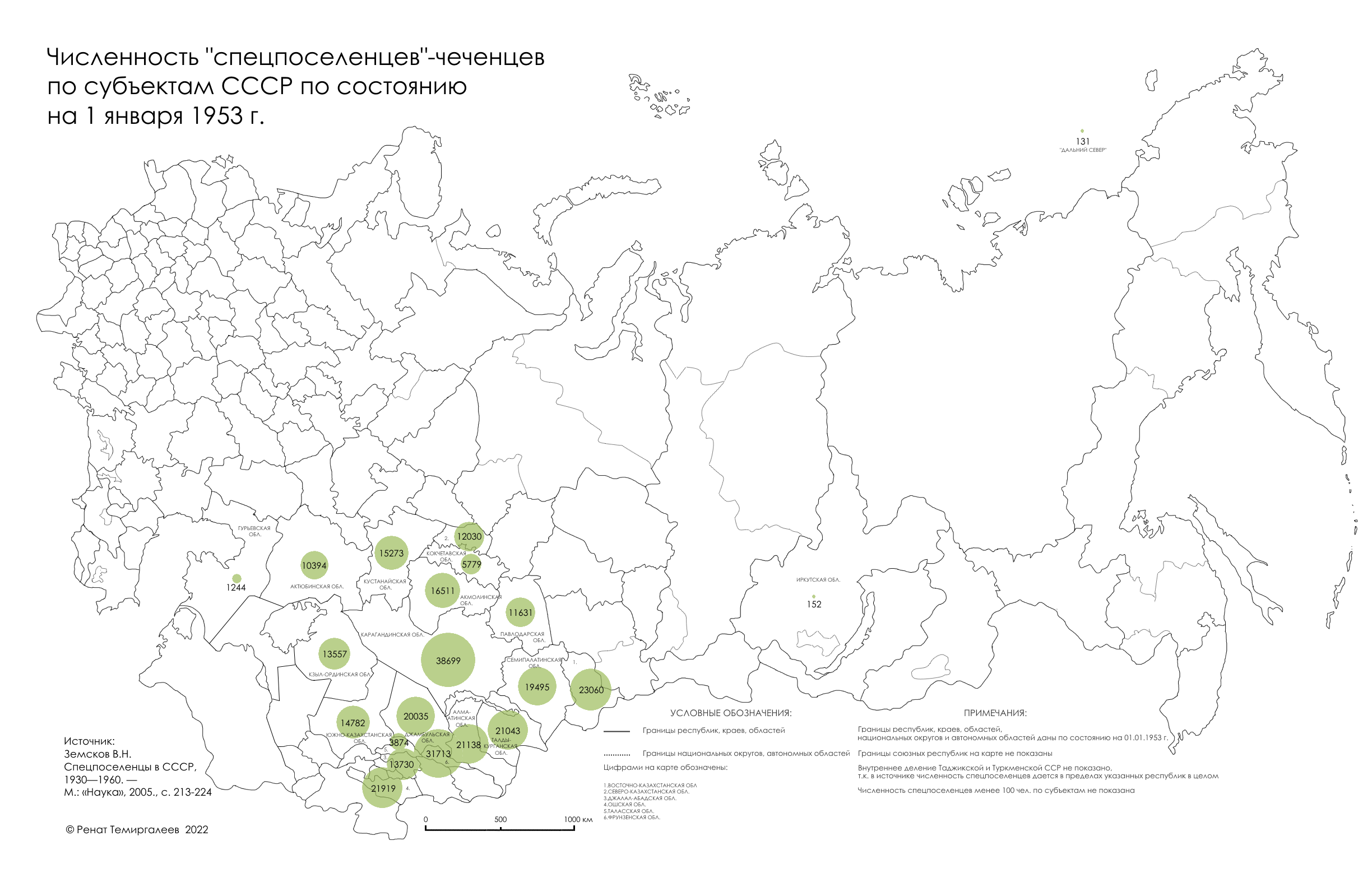
Численность «спецпоселенцев»-чеченцев по субъектам СССР на 1 января 1953 года

В результате депортации, по разным оценкам, от 500 до 650 тысяч чеченцев и ингушей оказались в Средней Азии (главным образом в Казахской и Киргизской ССР). В ходе выселения и в первые годы после него погибли примерно 100 тысяч чеченцев и 23 тысячи ингушей (примерно каждый четвёртый из обоих народов). По оценкам Д. М. Эдиева, потери от депортации составили 125 477 чеченцев (30,76 % от числа депортированных) и 20 284 ингуша (21,27 %). Лишь в 1949 году снижение численности вайнахов прекратилось. Чеченцы и ингуши были расселены по 16 областям Казахстана и пяти областям Киргизии. Ещё несколько сот человек были депортированы в Узбекистан, Таджикистан и РСФСР.

### Реабилитация
Указами Президиумов Верховных Советов СССР и РСФСР 9 января 1957 года Чечено-Ингушская АССР была восстановлена. Вайнахи стали массово возвращаться на свою историческую родину. К 1963 году из 524 тысяч человек в Чечено-Ингушетию вернулось 468 тысяч. Часть чеченцев и ингушей постоянно мигрировала на Кавказ и обратно из-за того, что их полной реабилитации в СССР так и не произошло.

### Дальнейшие события
В октябре — ноябре 1992 года произошёл осетино-ингушский конфликт. Затем последовали Первая и Вторая чеченские войны. Эти события способствовали притоку чеченцев и ингушей в Казахстан.

## Динамика численности
| Год         | 1970   | 1979   | 1989   | 1999   | 2009   | 2017   | 2021   |
| Численность | 14 266 | 15 947 | 20 930 | 16 115 | 31 431 | 32 894 | 33 557 |

### Переписи населения
Численность и доля чеченцев по данным переписи населения за эти годы, по областям и городов республиканского значения:
|                                | Численность | Численность | Численность | Численность | Численность | Доля (в %) | Доля (в %) | Доля (в %) | Доля (в %) | Доля (в %) |
| 1970                           | 1979        | 1989        | 1999        | 2009        | 1970        | 1979       | 1989       | 1999       | 2009       |            |
| Казахстан                      | 34 540      | 38 256      | 49 053      | 31 799      | 31 431      | 0.26       | 0.26       | 0.30       | 0.21       | 0.19       |
| ------------------------------ | ----------- | ----------- | ----------- | ----------- | ----------- | ---------- | ---------- | ---------- | ---------- | ---------- |
| Акмолинская область            | 2 471       | 2 628       | 4 181       | 3 149       | 3 136       | 0.25       | 0.26       | 0.39       | 0.37       | 0.42       |
| Актюбинская область            | 1 192       | 2 222       | 3 335       | 1 379       | 1 287       | 0.21       | 0.35       | 0.45       | 0.20       | 0.16       |
| Алма-Ата                       | 1 480       | 1 701       | 2 194       | 2 304       | 2 182       | 0.19       | 0.17       | 0.20       | 0.20       | 0.15       |
| Алматинская область            | 8 072       | 8 448       | 9 304       | 6 091       | 5 891       | 0.63       | 0.58       | 0.56       | 0.39       | 0.32       |
| Астана                         | 231         | 388         | 514         | 752         | 951         | 0.12       | 0.16       | 0.18       | 0.23       | 0.15       |
| Атырауская область             | 157         | 316         | 578         | 112         | 164         | 0.04       | 0.08       | 0.13       | 0.02       | 0.03       |
| Восточно-Казахстанская область | 3 641       | 2 748       | 2 790       | 1 690       | 1 651       | 0.23       | 0.16       | 0.15       | 0.11       | 0.11       |
| Жамбылская область             | 4 038       | 3 692       | 3 881       | 2 438       | 2 320       | 0.50       | 0.39       | 0.37       | 0.24       | 0.22       |
| Западно-Казахстанская область  | 235         | 1 012       | 1 303       | 714         | 579         | 0.04       | 0.17       | 0.20       | 0.11       | 0.09       |
| Карагандинская область         | 4 055       | 4 405       | 5 997       | 4 660       | 5 099       | 0.25       | 0.25       | 0.34       | 0.33       | 0.38       |
| Костанайская область           | 1 121       | 1 326       | 2 955       | 2 167       | 1 933       | 0.11       | 0.12       | 0.24       | 0.21       | 0.21       |
| Кызылординская область         | 1 846       | 1 748       | 1 475       | 742         | 814         | 0.37       | 0.31       | 0.25       | 0.12       | 0.11       |
| Мангистауская область          | 880         | 2 575       | 4 056       | 655         | 595         | 0.55       | 1.03       | 1.25       | 0.20       | 0.12       |
| Павлодарская область           | 1 394       | 1 298       | 1 945       | 1 767       | 1 710       | 0.19       | 0.16       | 0.20       | 0.21       | 0.23       |
| Северо-Казахстанская область   | 332         | 328         | 972         | 919         | 654         | 0.03       | 0.03       | 0.10       | 0.12       | 0.10       |
| Туркестанская область          | 3 395       | 3 421       | 3 573       | 2 260       | 2 465       | 0.26       | 0.21       | 0.19       | 0.11       | 0.09       |

## Нынешнее состояние
В 1989 году в Алма-Ате появился чечено-ингушский национально-культурный центр. В 1995 году он был перерегистрирован как Ассоциация развития культуры чеченского и ингушского народов «Вайнах» с раздельными чеченским и ингушским правлениями и сопредседателями. В её состав входят национально-культурные объединения чеченцев и ингушей всех областных центров Казахстана.
Первыми сопредседателями ассоциации «Вайнах» были избраны доктор философских наук, профессор А. Д. Яндаров и доктор геолого-минерологических наук, профессор, академик Национальной академии наук Казахстана С. М. Оздоев. В 1997 году сопредседателем ассоциации вместо А. Д. Яндарова был избран вице-президент Всемирного чеченского конгресса А. С. Мурадов. Ассоциация «Вайнах» в 1995 году была включена в Ассамблею народов Казахстана, а её руководители стали членами Совета Ассамблеи.
После начала боевых действий в Чечне Ассоциацией была проделана большая работа по обустройству своих соплеменников, бежавших от войны. Ассоциация оказывает помощь нуждающимся членам диаспоры и беженцам, решает вопросы размещения беженцев и их регистрации в правоохранительных органах. С 1998 года в Алма-Ате функционирует ингушская воскресная школа. Чеченские и ингушские бизнесмены регулярно оказывают Ассоциации финансовую помощь.
Представители диаспоры живут в центральных, восточных и южных районах Казахстана.

## Известные представители диаспоры
- Байсултанов, Султан Магомедович (1947—2012) — советский и казахстанский оперный певец, Народный артист Казахстана и Чечено-Ингушской АССР[20].
- Бациев, Садо — казахстанский гимнаст, мастер спорта международного класса Республики Казахстан, абсолютный чемпион мира среди юниоров, бронзовый призёр чемпионата Азии[21][22].
- Мурадов, Ахмет Сейдарахманович (1951) — казахстанский политик, сопредседатель Ассоциации чеченцев и ингушей Казахстана «Вайнах», член Совета Ассамблеи народа Казахстана, член Комитета по вопросам экологии и природопользованию Мажилиса парламента Республики Казахстан[23].
- Сапаров, Ахмет (1926—2002) — старший чабан совхоза имени Калинина Ленгерского района Чимкентской области Казахской ССР, Герой Социалистического Труда[24].
- Яндаров, Андарбек Дудаевич (1937—2011) — учёный, общественный и политический деятель, профессор, доктор философских наук, заместитель председателя Верховного Совета Чечено-Ингушской АССР. Один из двух первых сопредседателей ассоциации «Вайнах»[25].